# Mukhtar Ashrafi
Mukhtar Ashrafi (en rus: Мухтар Ашрафович Ашрафи, uzbek: Muxtor Ashrafiy (Bukharà (Uzbekistan), 11 de juny [OS 29 de maig 1912 - Taixkent, 10 de desembre, 1975), va ser un compositor uzbek soviètic. Va ser nomenat Artista del Poble de l'URSS el 1951. Es va convertir en membre del Partit Comunista de la Unió Soviètica el 1941 i va rebre el premi Stalin el 1943 i el 1952. És conegut com l'autor de la primera òpera uzbeka "Buran" (juntament amb Sergei Vasilenko) i de la primera simfonia uzbeka.
La seva filla Muqadamma va ser una destacada medievalista.

## Joventut i educació
Mukhtar Ashrafi va néixer a Bukhara. Va créixer a la família del seu pare, un famós cantant i músic de Bukhara Ashrafzhan Hafiza. A l'edat de set anys, Ashrafi va començar a tocar instruments populars uzbeks improvisant amb el dutar (instrument de corda polsada i esquinçada,). El 1924, va ingressar a l'Escola de Música Oriental a Bukhara. El 1928, Ashrafi es va graduar en una classe de dutar a Bukhara i va entrar a l'Institut de Música i Coreografia de Samarcanda.
De 1934 a 1936, va estudiar en una classe de composició de Sergei Vasilenko al Conservatori de Moscou. El 1934, Ashrafi va escriure cançons de Komsomol i pioners, i el 1935-1936, va escriure cançons líriques amb paraules de Ruzuli, treballant en la seva primera òpera alhora.
Juntament amb el seu mestre, Sergei Vasilenko, Ashrafi va escriure la primera òpera uzbeka "Buran" que es va posar en escena l'any 1939, començant la història del teatre d'òpera i ballet d'Uzbek.
En 1941-1944, Ashrafi va estudiar composició al Conservatori de Leningrad. El 1948, es va graduar a la facultat de direcció del Conservatori de Leningrad com a estudiant extern.

## Carrera
El 1942, Ashrafi va crear la primera simfonia heroica uzbeka.
De 1943 a 1947, Ashrafi va ser director del Teatre d'Òpera i Ballet Uzbek Alisher Navoi. Des de 1944 Ashrafi va ser professor, i des de 1953, professor al Conservatori de Taixkent. El 1964-66 va ser director, director artístic i director en cap del Teatre d'Òpera i Ballet de Samarcanda, i des de 1966, director, director artístic i director en cap del Teatre Acadèmic Estatal Bolshoi de la RSS d'Uzbek a Taixkent. De 1971 a 1975, Ashrafi va ser rector del Conservatori de Taixkent. Ashrafi és l'autor dels llibres "Diaris indis" (en rus i uzbek), "La música a la meva vida", nombrosos articles en revistes i publicacions periòdiques.
Mukhtar Ashrafi va morir el 15 de desembre de 1975 a Taixkent. El 1976 el Conservatori de Taixkent va rebre el nom d'Ashrafi.

## Premis i honors
El 1937, Ashrafi va rebre el títol d'Artista Honorat de la RSS d'Uzbek. El mateix any va rebre l'Ordre de la Insígnia d'Honor (1937). El 1939 Ashrafi va rebre el títol d'Artista Popular de la RSS d'Uzbek, així com la seva primera Ordre de la Bandera Roja del Treball.
El 1943, per la "Simfonia Heroica" va rebre el segon títol del Premi Stalin (50.000 rubles), que va donar al Fons de Defensa per a la creació d'un esquadró aeri i una columna de tancs.
El 1951, Ashrafi va rebre el títol d'Artista del Poble de l'URSS. El mateix any va rebre la seva primera Orde de Lenin.
El 1952, va rebre el Premi Stalin de tercer grau per la cantata "Cançó sobre la felicitat". El 1959, Ashrafi va rebre la seva segona Orde de la Bandera Vermella del Treball. Els seus altres premis inclouen una Medalla "En commemoració del 100è aniversari del naixement de Vladimir Ilitx Lenin", una Medalla "Per un treball valent en la Gran Guerra Patriòtica 1941-1945" i un Premi Estatal de la RSS d'Uzbek que porta el nom de Hamza (1970).
Amb motiu del 70è aniversari d'Ashrafi, l'11 de juny de 1982, es va obrir un museu a la casa on va viure i treballar des de 1967 fins a 1975. El 2019, es va celebrar una vetllada commemorativa d'Ashrafi a la sala d'actes de la Unió de Compositors i Bastakors d'Uzbekistan.Насыбуллина, Гузель (2019-06-14). "Вечер памяти Мухтара Ашрафи состоялся в Ташкенте | Всемирный конгресс татар" (in Russian). Retrieved 2021-01-16.

## Obres seleccionades
Òperes

- Buran (1939, amb Sergei Vasilenko[4]
- Grand Canal (1941, amb S. Vasilenko)
- Dilaram (1958)
- Heart of a Poet (1962)

Ballets

- Love Amulet (1969)
- Timur Malik (1970)
- Stoikost' (1971)
- Love and Dream (1973)

Orchestral works
- Symphony No. 1 "Heroic" (1942; guardonada amb el premi Stalin)
- Symphony No. 2 "Glory to the Victors" (1944)
- Kantatu o Schast'ye (1952; guardonat amb el premi Stalin)
- Oratorio Skazanie o Rustame (1974)
- Music for theater, films, etc.